# AC Ace Brooklands
Der AC Ace Brooklands (alternativ: AC Brooklands Ace) ist ein offener britischer Sportwagen, der in den 1990er-Jahren unter der Marke AC Cars verkauft wurde. Das Auto entstand nacheinander in zwei unterschiedlichen Versionen. Das in einer langen Entwicklungszeit vorbereitete Fahrzeug war kein Erfolg. In acht Jahren wurden nur etwa 60 Exemplare hergestellt.

## Entstehungsgeschichte
AC Cars war einer der ältesten Automobilhersteller Großbritanniens. Das Unternehmen ist vor allem für seine Sportwagen vom Typ Cobra bekannt, die nach wie vor in technisch abgewandelter Form von einem Nachfolgeunternehmen hergestellt werden. Neben diesen auf den 1953 vorgestellten AC Ace zurückgehenden Roadstern hatte AC wiederholt auch zeitgemäß gestaltete Sportwagen im Programm, so den 428 mit Frua-Karosserie (1967–1973) und das Mittelmotorcoupé 3000ME (1979–1985).
1986 begann AC, das seinerzeit zum Ford-Konzern gehörte, die Entwicklung eines Nachfolgers für den wirtschaftlich erfolglosen 3000ME. Der erste Prototyp, der auf der Birmingham Motor Show 1986 unter Anspielung auf die traditionsreiche Modellbezeichnung Ace als Ace of Spades (deutsch: Pik Ass) vorgestellt wurde, verwendete zahlreiche technische Komponenten von Ford. So war als Antrieb ein 2,9 Liter großes Sechszylindertriebwerk der deutschen Ford-Tochter vorgesehen, das von dem (ebenfalls zu Ford gehörenden) Rennmotorhersteller Cosworth überarbeitet worden war. Der Ace of Spades verwendete zudem einen Allradantrieb, der konzeptionell dem des Ford Sierra entlehnt war. Die Karosserie war als Stufenheckcoupé mit herausnehmbarem Dachteil gestaltet. Der Ace of Spades blieb ein Einzelstück. In den folgenden Jahren setzte AC die Entwicklung des Modells fort, wobei es aufgrund finanzieller Engpässe zu erheblichen Verzögerungen kam. Nachdem Ford die Anteilsmehrheit an AC aufgegeben hatte, erschien 1991 ein weiterer, nur noch Ace genannter Prototyp. Es handelte sich um ein Cabriolet mit Klappscheinwerfern und einer geglätteten Karosserie. Als Antrieb diente ein amerikanischer Ford-Sechszylindermotor, der von Yamaha überarbeitet worden war. Auch dieses Konzept ging nicht in die Serienproduktion. Da sich Großbritannien zu Beginn der 1990er-Jahre in einer Rezession befand, sah AC die Absatzchancen für ein teures, exklusiv motorisiertes Auto als gering an und entwickelte das Modell im Hinblick auf eine Kostenreduzierung weiter. Hierzu gehörte auch die Anpassung an ein preisgünstiges Großserientriebwerk.
Erst 1993 begann die Serienproduktion des weiterhin AC Ace genannten Modells. Die Produktion übernahm die AC Car Group, ein indirekter Nachfolger des traditionsreichen Automobilherstellers AC. Aufgebaut wurden die Autos in einem Werk in auf dem Gelände der britischen Rennstrecke Brooklands. Um den neuen Ace von seinen Vorgängern zu unterscheiden, wurde später inoffiziell der Anhang Brooklands zur Modellbezeichnung hinzugefügt. In dieser Version blieb das Fahrzeug bis 1996 im Angebot. Aufgrund geringer Nachfrage und hoher Herstellungskosten, die von den Verkaufspreisen nicht gedeckt werden konnten, trat 1996 die Zahlungsunfähigkeit von AC Cars ein. Nach einem Eigentümerwechsel setzte AC Cars 1998 die Produktion fort. Die zweite Serie unterschied sich technisch und stilistisch von der ursprünglichen Version des Ace. Der neue Eigentümer Alan Lubinsky hatte den Ace 1997 überarbeiten lassen und dabei den Schwerpunkt auf eine Vereinfachung des Herstellungsprozesses gelegt. Nach zwei Jahren, in denen nur ein knappes Dutzend Fahrzeuge aufgebaut worden waren, endete die Produktion des Ace.
Eine Abwandlung des Ace war der Aceca, ein zweitüriges Fließheckcoupé mit der Technik der zweiten Serie, von dem 1998 nur zwei oder drei Exemplare entstanden.

## Erste Serie

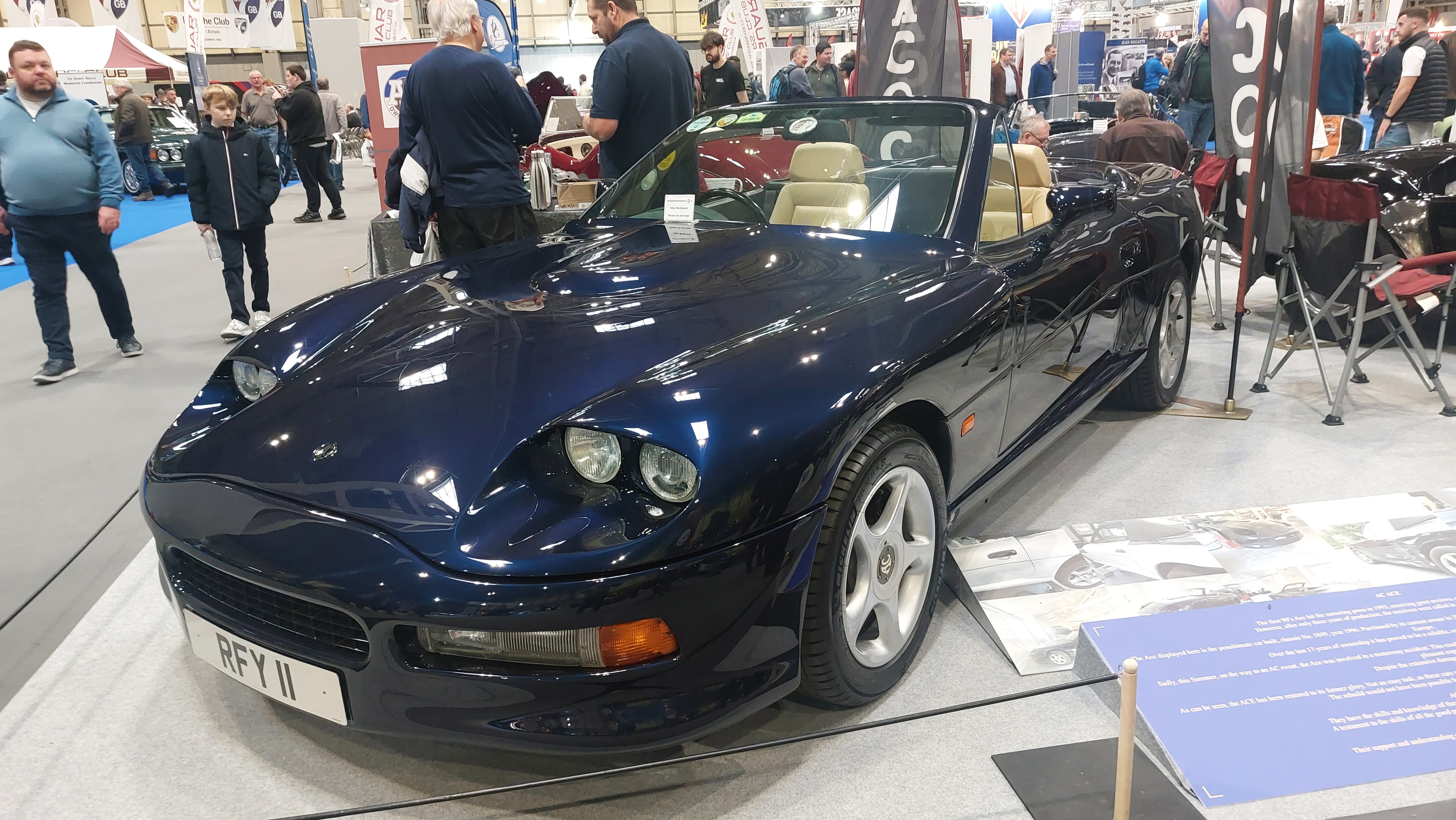
AC Ace Brooklands, 1. Serie

### Technik und Karosserie
Der Ace war ein zweisitziges Cabriolet mit Stoffverdeck. Die aus Aluminium gefertigte Karosserie war von dem britischen Designstudio International Automotive Design (IAD) entworfen worden. Im grundsätzlichen Layout folgte sie der Form des Mazda MX-5, war aber insgesamt größer und schwerer. Auf der Motorhaube befand sich eine deutlich sichtbare Erhöhung über dem Motor (im englischen Sprachgebrauch als Powerbulge bezeichnet). Die Motorhaube war vorn aufgehängt und schloss im Stil klassischer britischer Roadster die vorderen Kotflügel mit ein, sodass bei der Öffnung nahezu die ganze Frontverkleidung des Autos nach vorn schwenkte. Die vorderen Scheinwerfer waren nicht abgedeckt; sie befanden sich zurückversetzt in schmalen Öffnungen in der Frontverkleidung. In der genauen Ausgestaltung unterschieden sich die einzelnen Exemplare teilweise erheblich voneinander: Üblicherweise handelte es sich um runde Doppelscheinwerfer; teilweise wurden auch waagerecht angeordnete Breitbandscheinwerfer verwendet. AC setzte hier individuelle Kundenwünsche um. Die Rückleuchten waren vier runde Einheiten.
Das Chassis bestand aus rostfreiem Stahl, dessen Einzelteile miteinander verschweißt waren. Die Räder waren vorn und hinten an Doppelquerlenkern mit Schraubenfedern und Gasdämpfern aufgehängt. Alle Räder verzögerten mit ABS-unterstützten Scheibenbremsen.
Als Antrieb diente ein 5,0 Liter großer Achtzylindermotor, der aus dem zeitgenössischen Ford Mustang entnommen war. Die serienmäßige Leistung belief sich auf 260 PS, allerdings wurden viele Fahrzeuge auf Kundenwunsch mit überarbeiteten, stärkeren Motoren ausgeliefert. Die Kraftübertragung erfolgte alternativ über ein Fünfgangschaltgetriebe oder ein Automatikgetriebe mit vier Vorwärtsgängen.
Das Gesamtgewicht des Autos betrug nach Werksangabe 1440 kg, die gleichmäßig auf die Vorder- und Hinterachse verteilt waren. Die Höchstgeschwindigkeit wurde mit 230 km/h (= 140 mph) angegeben, für die Beschleunigung von 0 auf 96 km/h benötigte das Auto 5,9 Sekunden.

### Produktion
Die erste Version des Ace wurde von 1993 bis 1996 produziert. In dieser Zeit entstanden 46 Serienfahrzeuge, die zu den zwei Prototypen der Jahre 1991 und 1992 hinzukamen. Die meisten Autos wurden in Großbritannien abgesetzt, nur wenige kamen auf ausländische Märkte. Fünf Fahrzeuge, die sich äußerlich und technisch erheblich von den Serienmodellen unterschieden, kaufte der Sultan von Brunei, zwei Exemplare gingen nach Australien, und je eines wurde in Deutschland, Saudi-Arabien, Südafrika und Thailand abgesetzt.
Als wesentlicher Grund für den mangelnden Erfolg des Autos wurde neben dem hohen Preis der Umstand gesehen, dass das Auto in vielen Details mangelhaft konstruiert war. Das betraf unter anderem den Verdeckmechanismus, die Klimaanlage und die Lüftung sowie die Fensterheber.

## Zweite Serie

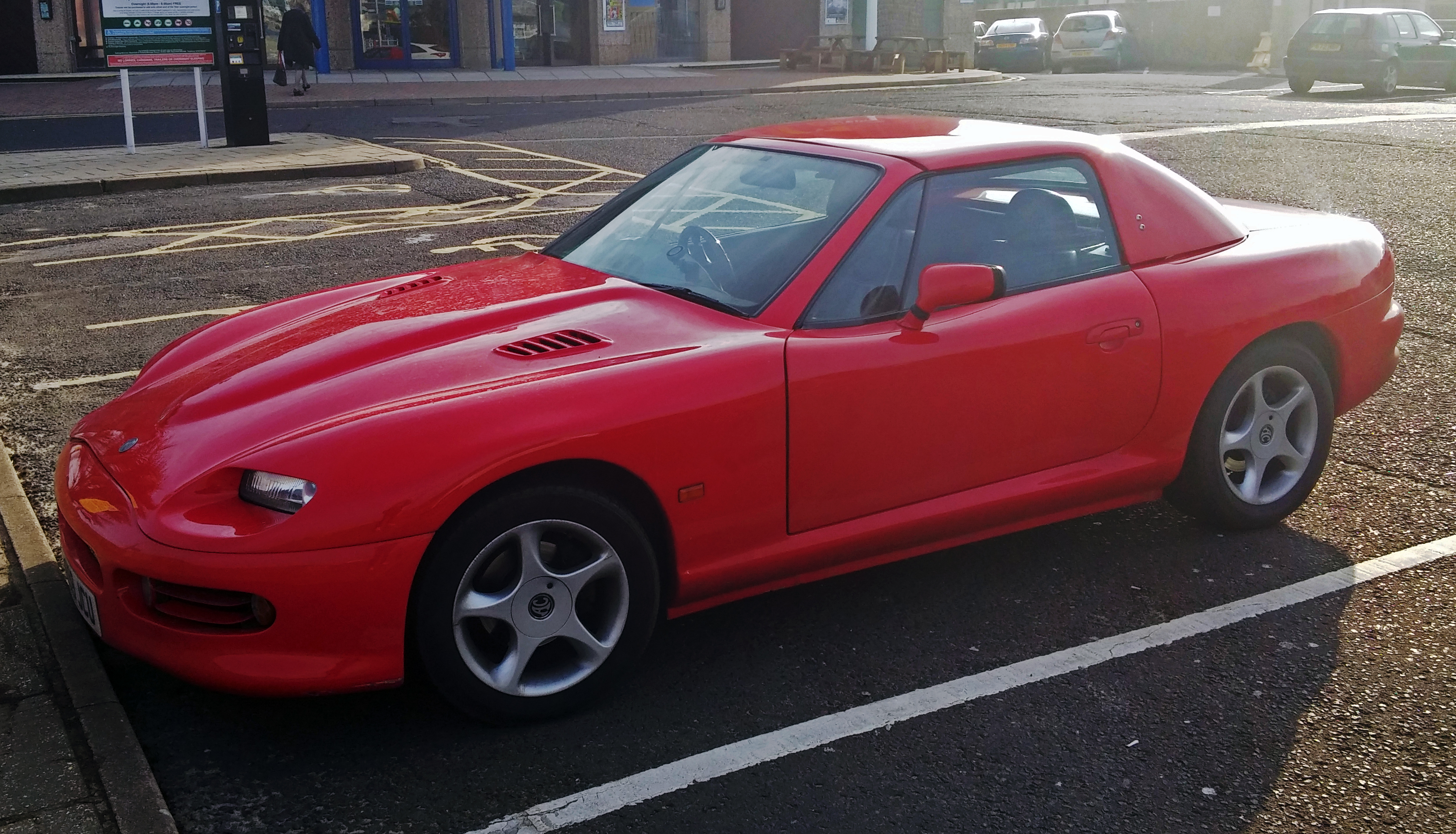
AC Ace Brooklands, 2. Serie

### Technik und Karosserie
Nach der Insolvenz im März 1996 wurde ab 1997 die zweite Serie des Ace aufgelegt. Sie unterschied sich technisch und äußerlich in einigen Punkten von der ersten Serie. Der neue Inhaber von AC, der Südafrikaner Alan Lubinsky, ließ die gesamte Konstruktion des Ace im Hinblick auf eine Vereinfachung des Produktionsprozesses überarbeiten. Die Arbeiten erfolgten unter der Leitung des ehemaligen Volvo-Ingenieurs Jan-Erik Jansson. Unter anderem wurde die Frontpartie neu konstruiert. Im Gegensatz zum Erstserienmodell hatte der neue Ace fest stehende vordere Kotflügel und darin integrierte Breitbandscheinwerfer   vom Mazda 323 (Baureihe BA). Die Motorhaube war deutlich kleiner und hatte keine powerbulge mehr. Sie war ebenso wie die Stoßstangen aus Kunststoff gefertigt. Das Chassis wurde so überarbeitet, dass sich die Zahl der Schweißpunkte halbierte. Zudem sank das Gewicht des Fahrzeugs um 264 kg.
Im Gegensatz zum Erstserienmodell waren drei verschiedene Motoren verfügbar. Dies waren
- der bereits seit 1993 verwendete, 5,0 Liter große Achtzylindermotor von Ford (240 PS),
- ein Ford-Achtzylindermotor mit 4,6 Litern Hubraum mit Leistungssteigerung durch einen Turbolader (320 PS) und
- ein 3,5 Liter großer Achtzylindermotor mit zwei Turboladern (320 PS); dieses Triebwerk wurde von Lotus bezogen und war für den Einsatz im Esprit konzipiert worden.

Eine andere Quelle führt zusätzlich eine aufgeladene Version des 5,0 Liter großen Achtzylinders an. Die Höchstgeschwindigkeit betrug mit den stärkeren Motoren nach Werksangabe 250 km/h (155 mph).

### Produktion
Das Chassis und wesentliche Karosseriekomponenten des zweiten Ace Brooklands wurden in Südafrika produziert. Die Endmontage fand in einer Werkstatt in Coventry statt. Bis 2000 entstanden lediglich zwischen 10 und 12 komplette Fahrzeuge. Der Aufbau einzelner Fahrzeuge wurde begonnen, aber nicht vollendet.
Einige Sammler haben diese unfertigen Exemplare nach der Produktionseinstellung gekauft und sie privat fertiggestellt.